# Dufourea atlantica
Dufourea atlantica är en biart som beskrevs av Ebmer 1993. Dufourea atlantica ingår i släktet solbin, och familjen vägbin. Inga underarter finns listade i Catalogue of Life.